# Ircinia mutans
Ircinia mutans är en svampdjursart som beskrevs av Wilson 1925. Ircinia mutans ingår i släktet Ircinia och familjen Irciniidae.
Artens utbredningsområde är havet kring Filippinerna. Inga underarter finns listade i Catalogue of Life.